# Ercolani della Rocca
Ercolani della Rocca è un'illustre ed influente famiglia umbro marchigiana.
Originaria di Pergola nel ducato di Urbino si è diramata nel corso dei secoli a Senigallia, Ancona, Foligno e Perugia.
Secolarmente legata ai Della Rovere di Urbino e in seguito ai Farnese di Parma, venne da questi ultimi decorata nel 1692 del titolo di marchese di Fornovo e di Rocca Lanzona (nel ducato farnesiano di Parma e Piacenza).
Nella sua lunga storia è stata ricevuta per giustizia nell'Ordine Costantiniano di San Giorgio di Parma, insignita del grandato di Spagna e dell'Ordine della Concezione.
Nel corso dei secoli ha stretto alleanza con illustri casati fra cui Capocaccia, Mastai, Nembrini Gonzaga, Gaddi Pepoli.

## Da Pergola a Senigallia
La famiglia Ercolani è originaria di Pergola, piccolo centro delle Marche un tempo appartenente al ducato di Urbino.
Le prime notizie certe risalgono alla fine del XVI secolo quando alcuni membri si trasferiscono nella città di Senigallia attratti dall'antica e frequentata Fiera Franca dove in origine praticavano la "mercatura" e dove ben presto, grazie alla posizione raggiunta, furono aggregati al ceto nobile cittadino.
L'ascrizione al ceto nobile comportava la possibilità di esercitare le cariche pubbliche e far parte del Consiglio civico.

## Il patriziato
La città di Senigallia ha sempre goduto nella sua storia di ampia autonomia e giurisdizione nei suoi organi di governo.
Per questo motivo sin dal XVI secolo è esistito al suo interno un ceto nobile distinto da quello civico.
Per secoli le famiglie ascritte al ceto nobile, e fra queste anche gli Ercolani, hanno goduto del trattamento di Patrizio di Senigallia con successione maschile a tutti i discendenti.

## L'ascesa sociale e l'istituzione del beneficio
Verso la metà del XVII secolo gli Ercolani di Senigallia sono rappresentati dai figli di Ercole, Agostino e Girolamo, ma ben presto quest'ultimo viene a mancare:
muore nel 1667 a soli 36 anni.
Il fratello Agostino si sposa due volte: in prime nozze con Margherita
Capocaccia ed in seconde con Bianca Vincenti (o Vincenzi).
Il notevole patrimonio accumulato e quello ereditato gli consentono di istituire, a favore di uno dei suoi figli, un beneficio ecclesiastico di grande prestigio che viene dotato per sessantamila scudi romani. Il designato ha l'obbligo di risiedere a Roma e mantenersi in una posizione ragguardevole presso la Corte pontificia.
L'ascesa sociale della casata coincise con il conferimento da parte del duca di Parma Ranuccio II Farnese del titolo di marchese con successione maschile primogenita nel 1692.

## Il primo prelato
Il primo ad essere investito del beneficio ecclesiastico fu Giuseppe Maria Ercolani nato a Pergola il 20 giugno 1673 e morto a Roma nel 1759.
Figlio del marchese Agostino Ercolani, Giuseppe Maria fu un personaggio a tutto tondo. Prelato e valente giurista, studiò teologia e diritto a Roma e Urbino dove strinse una fortunata e duratura amicizia con il futuro papa Clemente XI.
Scrisse versi e come poeta fu accolto nell'Accademia dell'Arcadia di Roma con il nome di Neralco Arcade. I componimenti più noti sono le Rime e un Canzoniere sacro intitolato a Maria.
Si interessò anche di architettura, partecipando in prima persona alla costruzione dei Portici Ercolani e della Porta Lambertina a Senigallia. Scrisse numerosi trattati fra cui "I tre ordini di architettura", una "Descrizione del Colosseo romano, del Pantheon e del tempio Vaticano", ed anche un "Compendio di geografia".
Nell'edizione del 1834 delle Rime sacre viene ricordato con queste parole:
"Monsignor Giuseppe Maria Ercolani dei Marchesi di Fornuovo e Rocca Lanzona Patrizio Sinigagliese nacque nella città della Pergola nel 1672. Moltissimo si distinse colla sua dottrina, colla sua pietà, e colle sue virtù. Fu versatissimo nelle facoltà legali, Referendario dell'una e dell'altra Segnatura [Apostolica], Principe dell'Accademia degli Infecondi e Arcade di Roma nell'anno 1723."
In sua memoria nel Bosco Parrasio fu innalzata per volontà di Clemente XI una lapide con il suo ritratto. Alla sua morte venne "con nobile apparato" esposto e tumulato nella chiesa di San Salvatore in Lauro in via Giulia a Roma.

## Il cardinale Luigi Ercolani

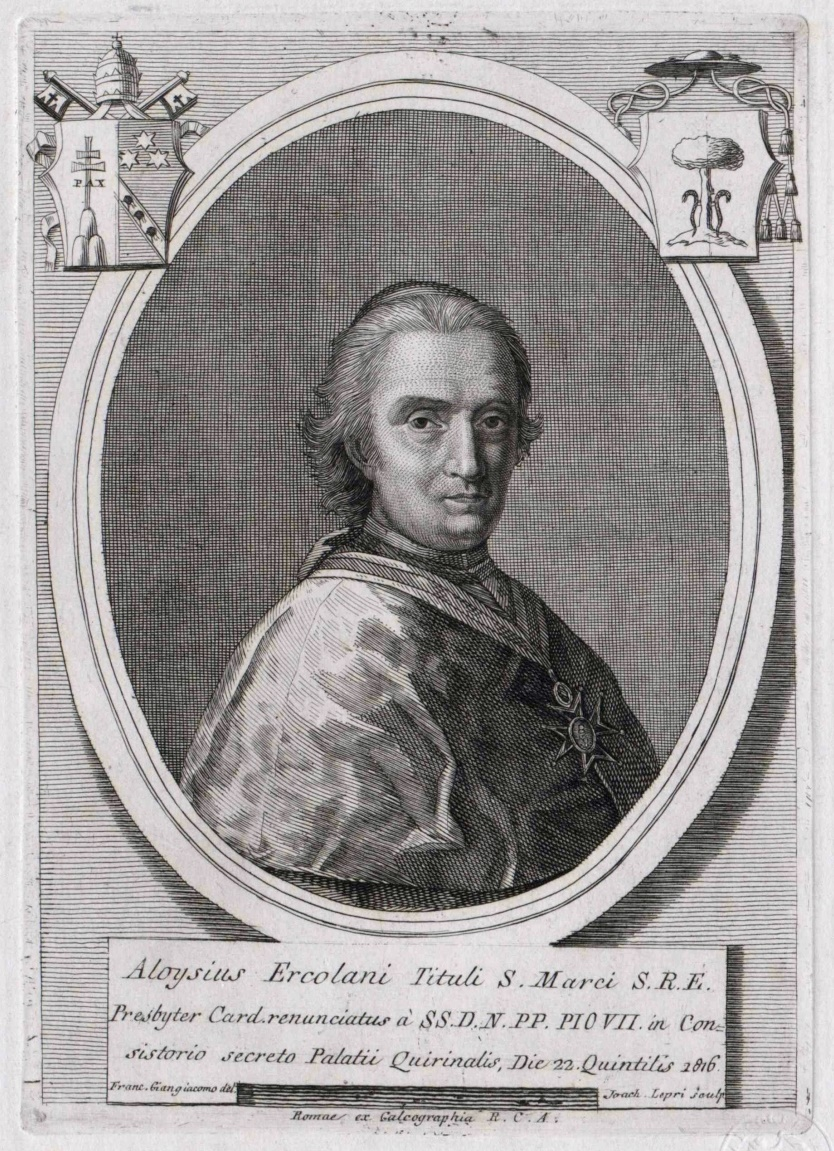
Ritratto del cardinale Luigi Ercolani

Il secondo esponente della casata a godere del beneficio ecclesiastico fu il cardinale Luigi Maria Ercolani, nato a Foligno il 17 ottobre 1758.

## Il casino delle Grazie a Senigallia
Un'importante residenza degli Ercolani a Senigallia fu la villa delle Grazie, oggi conosciuta come villa Mastai De Bellegarde.
La storia ha inizio nel 1664, anno in cui la famiglia Ercolani acquista il versante sud di una collina nelle vicinanze di Senigallia, in località "Le Grazie", di proprietà dell'ospedale di Santa Maria della Misericordia per edificarvi un casino di campagna.
La costruzione della villa ha inizio nel 1667 ad opera del marchese Agostino Ercolani, in forma di residenza di campagna dove dimorare durante l'estate.
Nel terreno della villa, delimitato da una recinzione muraria, si trovavano numerosi edifici accessori: cisterne per l'acqua, magazzini, stalle, serre, mulini per l'olio e una casa per il fattore.
Nel 1851 il casino perviene al conte Luigi Mastai Ferretti, nipote di papa Pio IX e congiunto degli Ercolani.
Dopo il passaggio della proprietà nelle mani del conte Luigi e in seguito al suo matrimonio con la principessa Teresa del Drago nel 1858, il casino è oggetto di un significativo intervento di ristrutturazione che trasforma quella che era una signorile casa di campagna in una villa vera e propria.
Oltre alla riconfigurazione degli interni viene attuata la sistemazione a parco e giardino di tutta l'area di pertinenza della villa.

## La committenza Ercolani a Luigi Vanvitelli
Nel corso del XVIII secolo gli Ercolani consolidano la loro posizione sociale attraverso un'abile politica matrimoniale estendendo gli interessi familiari nella città di Ancona.
Negli periodo 1736-1739 il marchese Gianbattista Ercolani incarica Luigi Vanvitelli della ristrutturazione e dell'ampliamento dell'androne di ingresso del suo palazzo anconitano.
Il progetto solo parzialmente realizzato e con successive modifiche consisteva nella creazione al piano terra di un vasto atrio d'ingresso a tre navate su tre campate a crociera su colonne tuscaniche.

## L'estinzione del ramo primogenito e l'ascesa di Pio IX
Con la morte senza eredi di Agostino Ercolani nel 1796 termina il ramo senigallese degli Ercolani.
Figlio di Ercole Maria, Agostino fu l'ultimo investito del titolo di marchese di Fornovo e di Rocca Lanzona.
Il patrimonio della primogenitura passa agli eredi, mentre della prelatura ne viene
investito inizialmente Giovambattista Gaddi, nipote del cardinale Luigi Ercolani.
Nel 1827, data l'età avanzata del Gaddi, la prelatura con autorizzazione di Leone XII passa a Giovanni Maria Mastai Ferretti futuro papa con il nome di Pio IX.

## Il ramo di Foligno e l'attuale discendenza
Nella seconda metà del XVIII secolo ha origine il ramo secondogenito della famiglia.
Ascanio Ercolani, figlio del marchese Ercole Maria Ercolani e di Maria Virginia Claudi, si trasferisce definitivamente a Foligno in Umbria.
Da Lorenzo Ercolani, figlio ultrogenito di Ascanio e di Lucrezia Cirocchi Girolami, Nobile di Foligno, discendono gli attuali rappresentanti.
Nel 1920 Ferdinando Ercolani con i suoi discendenti ottenne diploma di riconoscimento della nobiltà di Senigallia con successione maschile. Dimora:Perugia.

## Blasonatura
La famiglia è iscritta negli Elenchi nobiliari regionali con il titolo di Nobile di Senigallia (m).
COGNOME D'USO: Ercolani della Rocca dei Marchesi di Fornovo e della Rocca Lanzona.
ARMA: d'azzurro alla quercia secolare attraversata da due serpenti. Corona di marchese.